# Guion Line

Guion Line

Die Guion Line war eine britische Reederei mit Sitz in Liverpool. Sie unterhielt einen regelmäßigen Liniendienst nach New York City.

## Geschichte
Es gab zwei Unternehmen, die als „Guion Linie“ bekannt waren; beide wurden von dem US-Amerikaner Stephen Barker Guion (1820–1885) geleitet.
Das erste Unternehmen existierte nur zwischen 1862 und 1863. Es verfügte über die Dampfschiffe, Carolina, Georgia (strandet 1863 vor Sable Island), Louisiana und Virginia, die 1863 von der National Line übernommen wurden.
1866 gründete er die Liverpool & Great Western Steamship Company. Zwar in Großbritannien registriert, hatte sie mehrheitlich US-amerikanische Aktionäre – wie Guion selbst. Guion war Anfang der 1860er nach Liverpool gekommen, um für eine US-Reederei das Auswanderergeschäft besser zu organisieren. Guion arbeitete dabei auch für die Cunard Line und die National Line. 1866 beschloss Guion mit eigenen Dampfern in das Auswanderergeschäft einzusteigen. Die Schiffe der Reederei wurden alle nach US-Bundesstaaten benannt.
Die Reederei bestellte innerhalb kurzer Zeit acht Schiffe von 3.000–4.000 BRT. Mit einer Kapazität von 800 Zwischendeckpassagieren bei nur 72 1.-Klasse Passagieren waren sie ausschließlich für den Auswanderertransport bestimmt. 1870 plante Guion mit zwei Blau-Band-Rennern seine Marktposition zu verbessern. Doch die Schwesterschiffe Montana und Dakota hatten erhebliche technische Mängel und erreichten nie die geforderte Geschwindigkeit, sie wurden für Guion zum totalen Desaster und die „größten atlantischen Versager“ in der Geschichte des Blauen Bandes.

### Arizona

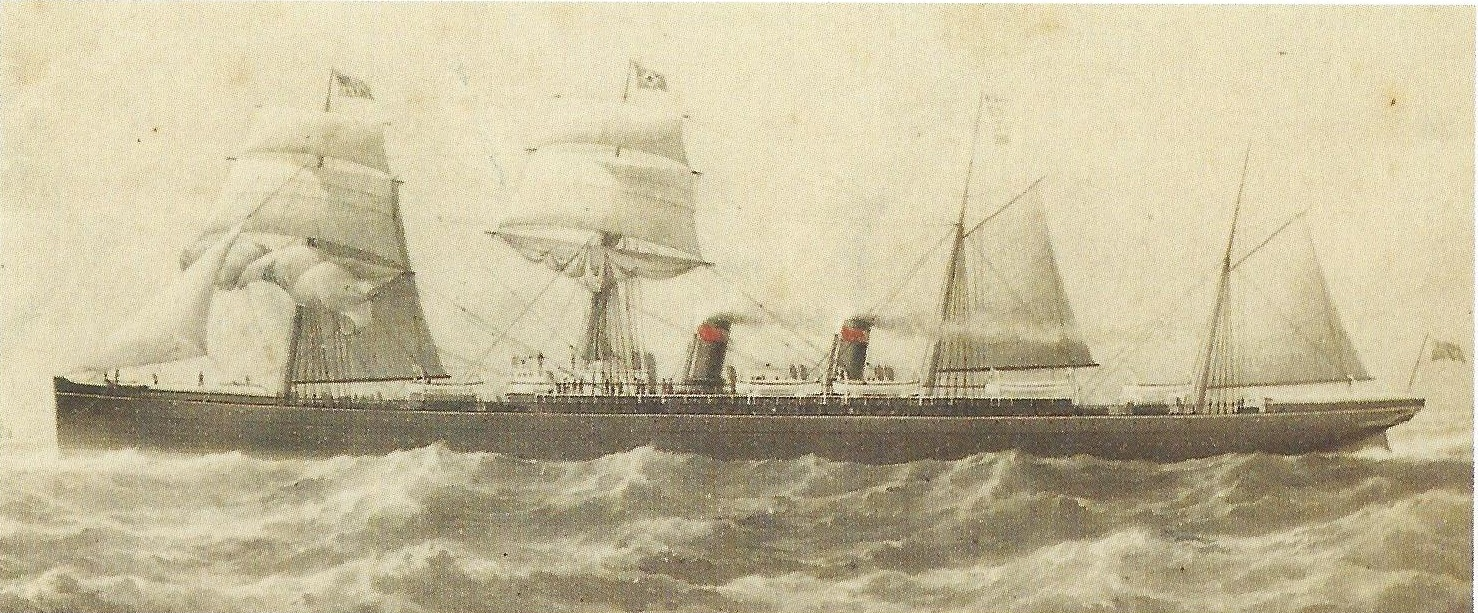
Arizona

Doch Guion gab nicht auf, und 1879 eroberte die brandneue Arizona das Blaue Band mit über 16 Knoten. Doch hatte das Schiff nur eine Kapazität von 1000 Zwischendeckpassagieren, was bei dem enormen Kohleverbrauch von täglich 135 Tonnen keine großen Gewinne versprach. 1881 ging mit der Alaska das nächste Rekordschiff in Fahrt, mit demselben Problem wie ihre Vorgängerin; der Kohleverbrauch wuchs sogar noch auf 250 Tonnen täglich.

### Oregon
1883 nahm die Oregon den Dienst auf. Sie holte sofort das Blaue Band, doch war die Reederei inzwischen in eine tiefe finanzielle Krise geraten. Die Oregon musste an die Bauwerft zurückgegeben werden, weil Guion die Raten nicht mehr bezahlen konnte. Cunard kaufte darauf die Oregon und hatte nach 20 Jahren wieder einen Blau-Band-Renner. 1885 starb Guion. Dem Vorstand blieb nichts anderes übrig, als die Reederei in eine Aktiengesellschaft umzuwandeln. Doch der Niedergang war nicht aufzuhalten. 1894 hörte die Guion Line auf zu bestehen.

## Schiffe der Guion Line 1866–1894
| Jahr | Name      | Tonnage  | Werft                            | Status/Schicksal                                         |
| ---- | --------- | -------- | -------------------------------- | -------------------------------------------------------- |
| 1866 | Chicago   | 2869 BRT | Palmers Bros. & Co. Ltd., Yarrow | 1868 bei Queenstown (Irland) gestrandet und aufgegeben   |
| 1866 | Manhattan | 2869 BRT | Palmers Bros. & Co. Ltd., Yarrow | 1875 verkauft                                            |
| 1867 | Nebraska  | 3008 BRT | Palmers Bros. & Co. Ltd., Yarrow | 1876 verkauft                                            |
| 1867 | Minnesota | 3008 BRT | Palmers Bros. & Co. Ltd., Yarrow | 1875 verkauft                                            |
| 1868 | Colorado  | 3008 BRT | Palmers Bros. & Co. Ltd., Yarrow | 1872 nach Kollision auf dem River Mersey gesunken        |
| 1869 | Idaho     | 3238 BRT | Palmers Bros. & Co. Ltd., Yarrow | 1878 an der irischen Küste gesunken                      |
| 1869 | Nevada    | 3238 BRT | Palmers Bros. & Co. Ltd., Yarrow | 1894 an Dominion Line verkauft und in Hamilton umbenannt |
| 1870 | Wisconsin | 3238 BRT | Palmers Bros. & Co. Ltd., Yarrow | 1874: 3700 BRT / 1893 außer Dienst und Abbruch           |
| 1870 | Wyoming   | 3238 BRT | Palmers Bros. & Co. Ltd., Yarrow | 1874: 3729 BRT / 1893 außer Dienst und Abbruch           |
| 1874 | Montana   | 4332 BRT | Palmers Bros. & Co. Ltd., Yarrow | 1880 bei Anglesey (Nord-Wales) gestrandet                |
| 1875 | Dakota    | 4332 BRT | Palmers Bros. & Co. Ltd., Yarrow | 1877 bei Anglesey (Nord-Wales) gestrandet                |
| 1879 | Arizona   | 5147 BRT | John Elder & Co. Ltd., Glasgow   | 1894 aufgelegt / 1898 verkauft                           |
| 1881 | Alaska    | 6932 BRT | John Elder & Co. Ltd., Glasgow   | 1894 aufgelegt / 1898 verkauft                           |
| 1883 | Oregon    | 7375 BRT | John Elder & Co. Ltd., Glasgow   | 1884 wegen Geldmangel an Bauwerft zurück                 |